# Tilemachos Karakalos
Tilemachos Karakalos (griechisch Τηλέμαχος Καράκαλος, * 1866 in Dimitsana; † 15. Juni 1951) war ein griechischer Fechter, der bei den Olympischen Sommerspielen 1896 in Athen im Säbel-Wettkampf antrat. Er belegte den zweiten Platz.

## Verlauf des Turniers
| Kampfnummer | Gegner               | Touchés |
| ----------- | -------------------- | ------- |
| 1           | Adolf Schmal         | 3-0     |
| 3           | Holger Louis Nielsen | 3-2     |
| 6           | Ioannis Georgiadis   | 1-3     |
| 9           | Georgios Iatridis    | 3-0     |